# Кухарев, Георгий Александрович
Георгий Александрович Кухарев (1941) — доктор технических наук, профессор.

## Биография
Георгий Александрович Кухарев родился в 1941 году.
Окончил аспирантуру Ленинградского института точной механики и оптики. В 1960 году устроился в Военно-механический институт. В 1966 году окончил Ленинградский электротехнический институт связи имени М.А. Бонч-Бруевича по специальности «Инженер радиосвязи».  В 1978 году защитил кандидатскую диссертацию. В 1987 году ему была присуждена учёная степень доктора технических наук. В 1993 году уехал в Польшу, где стал профессором Щецинского политехнического университета.
Был научным руководителем 3 кандидатов технических наук в России и 10 докторов по информатике в Польше.

## Основные работы
- Дагман Э.Е., Кухарев Г.А. Быстрые дискретные ортогональные преобразования. Новосибирск. Наука. 1983. — 233 с.;
- Кухарев Г.А., Тропченко А.Ю., Шмерко В.П. Систолические процессоры для обработки сигналов. Минск: Беларусь. 1988. — 127 с.;
- Кухарев Г.А., Шмерко В.П., Зайцева Е.Н. Алгоритмы и систолические процессоры для обработки многозначных данных. Минск: Наука и техника, 1990. &nmash; 300 с.;
- Кухарев Г.А., Шмерко В.П., Янушкевич С.Н. Техника параллельной обработки бинарных данных на СБИС. Минск: Высшая школа. 1991. — 226 с.;
- Kuchariew G. Przetwarzanie i analiza obrazów cyfrowych (Преобразование и анализ цифровых изображений). Szczecin: INFORMA. 1998. — 138 s.;
- Кухарев Г.А. Биометрические системы: методы и средства идентификации личности человека. СПб.: Политехника, 2001, 240 с.;
- Kukharev G., Kuźmiński A. Techniki Biometriczne. Metody Rozpoznawania Twarzy. Szczecin: PP/WIPS. — 310 s.;
- Кухарев Г.А., Щеголева Н.Л. Системы распознавания человека по изображению лица. СПбГЭТУ (ЛЭТИ). 2006. — 176 с.

## Награды
- Медаль «Народного образования Польши»;
- Медаль «За заслуги перед Щецинским политехническим университетом»:
- Знак «Жителю блокадного Ленинграда»;
- Медаль «Ветеран труда».